# Baddeleyita
La baddeleyita es un mineral cuya composición corresponde al óxido simple anhidro de circonio,  ZrO2. Fue descubierto en 1892 en la provincia de Sabaragamuwa (Sri Lanka), recibiendo su nombre en honor a Joseph Baddeley, prospector de minas que fue el primero en prestar atención a este material. Un sinónimo poco usado para denominar este mineral es reitingerita.

## Propiedades
La baddeleyita es transparente, de incolora a amarilla, verde, pardo rojiza o de color negro hierro. Presenta brillo entre graso y vítreo, siendo casi submetálico en cristales negros.
De dureza 6,5 en la escala de Mohs, su densidad está comprendida entre 5,4 y 6,02 g/cm³.
Es un mineral pleocroico: amarillo, pardo rojizo, verde oliva (X), verde oliva, pardo rojizo (Y) y pardo, pardo claro (Z).
Con luz ultravioleta muestra catodoluminiscencia azul-verde.
Cristaliza en el sistema monoclínico, clase prismática (2/m). Además de circonio —que representa el 74% en peso de este mineral—, suele llevar como impurezas calcio, hierro, hafnio, silicio y titanio, que le confieren distintas tonalidades de color.
Forma parte del grupo mineralógico que lleva su nombre, grupo de la baddeleyita.

## Morfología y formación
Los cristales de baddeleyita habitualmente son tabulares en {100} y hasta cierto punto alargados según [010]; pueden también ser cortos prismáticos a lo largo de [001], siendo su tamaño de hasta 6 cm. Ocasionalmente forma masas botroidales con estructura fibrosa.
Se forma como mineral accesorio en rocas de alta temperatura, carbonatitas y kimberlitas, pudiendo también aparecer en sienitas, diabasas, gabros y anortositas.
Se ha encontrado como sedimento detrítico en gravas de gemas, así como en el basalto de la Luna, tectitas y fragmentos de meteoritos.
Suele aparecer asociado a otros minerales como ilmenita, zirkelita, apatito, magnetita, perovskita, fluorita, nefelina, pirocloro o allanita.

## Usos
Algunos raros ejemplares transparentes pueden ser usados como gemas.
Geológicamente tiene gran importancia pues permite datar mediante U-Pb rocas de composiciones máficas a ultramáficas.

## Yacimientos
La localidad tipo de este mineral óxido está en Rakwana (Sabaragamuwa, Sri Lanka), existiendo otro depósito más al norte, en Balangoda. También hay baddeleyita en Mogok (Myanmar), en las provincias de Fujian y Anhui (China), en Takahashi y Miyako (Japón), y en las islas Célebes (Indonesia).
Asimismo, es notable el tamaño de los cristales encontrados en Phalaborwa (provincia de Limpopo, Sudáfrica).
En Rusia, se han hallado grandes cristales en el macizo Kovdor (óblast de Múrmansk); en este mismo óblast hay también baddeleyita en el complejo de Vuoriyarvi y en la intrusión de Imandra, así como en el macizo ultrabásico de Lukkulaisvaara (República de Carelia).
Italia cuenta con varios depósitos, destacando el del monte Somma (Campania), montaña ígnea en forma de arco que representa los restos de un cono volcánico antiguo destruido por el evento catastrófico del año 79.